# عمر سليمان (شيخ)
عمر سليمان ( بـِ اللغة الإنكليزية Imam Omar Suleiman ) هو داعية إسلامي أمريكي من أصلٍ فلسطيني ومن الدعاة المسلمين المعاصرين في العصر الحديث، وناشطٌ في مجال حقوق الإنسان، ومؤسس معهد يقين للإبحاث والدراسات الإسلامية، وأستاذ مساعد للدراسات الإسلامية في برنامج الدراسات العليا في جامعة ساوثرن ميثوديست،وأيضًا يحمل دكتوراه في الحضارة الإسلامية والفكر الإسلامي من الجامعة الإسلامية العالمية في ماليزيا،وهو أيضًا من أحد مؤسسي مركز رانش الإسلامي 

## حياته الشخصية
هو متزوج ولديه ابن اسمه عبد الله وابنة ويعرف اللغة الإنكليزية والعربية
قال على صفحته الشخصية بمناسبة ولادة ابنه عمر: لقد سمّيتُ ابني عبد الله تيَمُنًا باسم ابن عمر بن الخطاب،عبد الله بن عمر، رضي الله عنهما، واللهم اجعلنا وأولادنا من المُتّبعينَ للسُنّة النبوية الشريفة 

## عمله الإجتماعي
الشيخ عمر سليمان هو مؤسس جمعية «محسن» الغير ربحية والتي تهدف لخدمة المسلمين في الولايات المتحدّة ذوي الاحتياجات الخاصّة 
وفي عام 2017 زار الشيخ عمر سليمان مخيم الزعتري للاجئين السوريين على الحدود الأردنية السورية، حيث قام بتسليم المساعدات إلى الجمعيات الخيرية هناك للمساعدة في إغاثة الناس وتقديم الخير والمعونة إليهم

## نشاطاته
يلتزم الشيخ عمر بالتحدث بين الناس حول القضايا العادلة ليس فقط بين المسلمين بل بين جميع الناس، ويعتبر نفسه طالبًا عند مالكوم إكس،وهو يقارن بين المسلمين الأمريكيين السود والمسلمين الأفارقة السود ويقول أنه لافرق بينهم، ويدعو إلى احترام الجميع ومعاملتهم بالمعاملة العادلة، ويقول أنَّ الشريعة الإسلامية هي مصدرٌ للتحرر من جميع العبودية